# 선데이 타임스
《선데이 타임스》(The Sunday Times)는 영국 타임스의 일요일 판이다. 뉴스 코프의 영국 자회사 뉴스 UK가 발행한다.

## 개요
1821년 《뉴 옵저버》(The New Observer)로 창간했다. 이듬해인 1822년 현재의 사호로 변경했는데, 이름과 달리 타임스와는 아무런 연관이 없었다. 1959년 캐나다 출신 사업가인 로이 톰슨이 인수했다. 그가 1966년 타임스를 인수하면서 두 신문이 처음으로 같은 기업에 속하게 되었다. 1981년 루퍼트 머독이 두 신문을 인수했다. 선데이 타임스는 오늘날에도 독립적으로 편집되며, 타블로이드 판형으로 바뀐 타임스와 달리 브로드시트를 고수하고 있다. 브렉시트 국민투표에서는 타임스가 잔류를 지지했고, 선데이 타임스는 반대로 탈퇴를 지지했다.